# Chevannes (Yonne)
Pour les articles homonymes, voir Chevannes.
Chevannes est une commune française située dans le département de l'Yonne en région Bourgogne-Franche-Comté. Elle fait partie de l'agglomération d'Auxerre et c'est une commune membre de la communauté de l’Auxerrois. C’est une ville fleurie récompensée de deux fleurs.

### Communes limitrophes

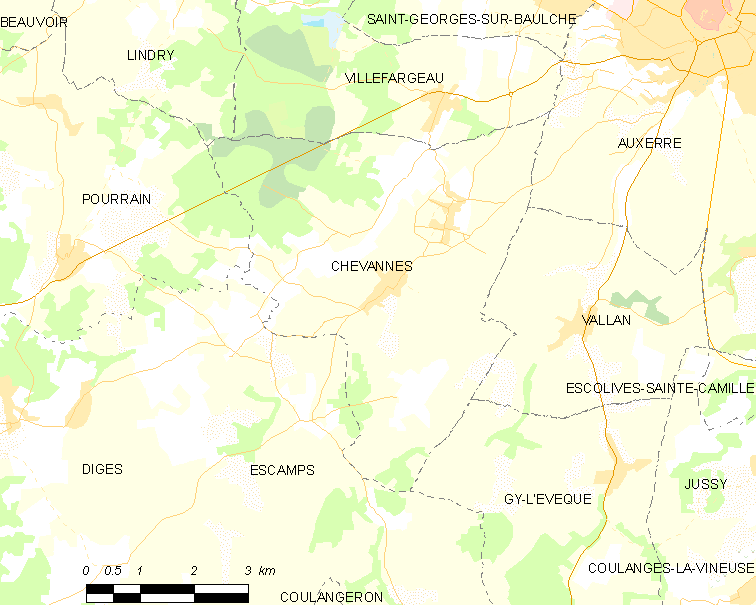
Carte de la commune de Chevannes et des proches communes.

## Géographie

### Climat
Pour des articles plus généraux, voir Climat de la Bourgogne-Franche-Comté et Climat de l'Yonne.
En 2010, le climat de la commune est de type climat océanique dégradé des plaines du Centre et du Nord, selon une étude du Centre national de la recherche scientifique s'appuyant sur une série de données couvrant la période 1971-2000. En 2020, Météo-France publie une typologie des climats de la France métropolitaine dans laquelle la commune est exposée à un climat océanique altéré et est dans une zone de transition entre les régions climatiques « Lorraine, plateau de Langres, Morvan » et « Centre et contreforts nord du Massif Central ». 
Pour la période 1971-2000, la température annuelle moyenne est de 10,9 °C, avec une amplitude thermique annuelle de 15,5 °C. Le cumul annuel moyen de précipitations est de 747 mm, avec 11,9 jours de précipitations en janvier et 7,9 jours en juillet. Pour la période 1991-2020, la température moyenne annuelle observée sur la station météorologique de Météo-France la plus proche, « Molesmes_sapc », sur la commune de Les Hauts de Forterre à 16 km à vol d'oiseau, est de 11,1 °C et le cumul annuel moyen de précipitations est de 850,3 mm. 
La température maximale relevée sur cette station est de 40,6 °C, atteinte le 25 juillet 2019 ; la température minimale est de −20 °C, atteinte le 9 janvier 1985,,. 
Les paramètres climatiques de la commune ont été estimés pour le milieu du siècle (2041-2070) selon différents scénarios d'émission de gaz à effet de serre à partir des nouvelles projections climatiques de référence DRIAS-2020. Ils sont consultables sur un site dédié publié par Météo-France en novembre 2022.

## Urbanisme

### Typologie
Au 1er janvier 2024, Chevannes est catégorisée commune rurale à habitat dispersé, selon la nouvelle grille communale de densité à sept niveaux définie par l'Insee en 2022.
Elle est située hors unité urbaine. Par ailleurs la commune fait partie de l'aire d'attraction d'Auxerre, dont elle est une commune de la couronne,. Cette aire, qui regroupe 104 communes, est catégorisée dans les aires de 50 000 à moins de 200 000 habitants,.

### Occupation des sols
L'occupation des sols de la commune, telle qu'elle ressort de la base de données européenne d’occupation biophysique des sols Corine Land Cover (CLC), est marquée par l'importance des territoires agricoles (75,2 % en 2018), en diminution par rapport à 1990 (78,8 %). La répartition détaillée en 2018 est la suivante : 
terres arables (62,7 %), forêts (18,4 %), prairies (9,2 %), zones urbanisées (6,5 %), zones agricoles hétérogènes (3,2 %). L'évolution de l’occupation des sols de la commune et de ses infrastructures peut être observée sur les différentes représentations cartographiques du territoire : la carte de Cassini (XVIIIe siècle), la carte d'état-major (1820-1866) et les cartes ou photos aériennes de l'IGN pour la période actuelle (1950 à aujourd'hui).

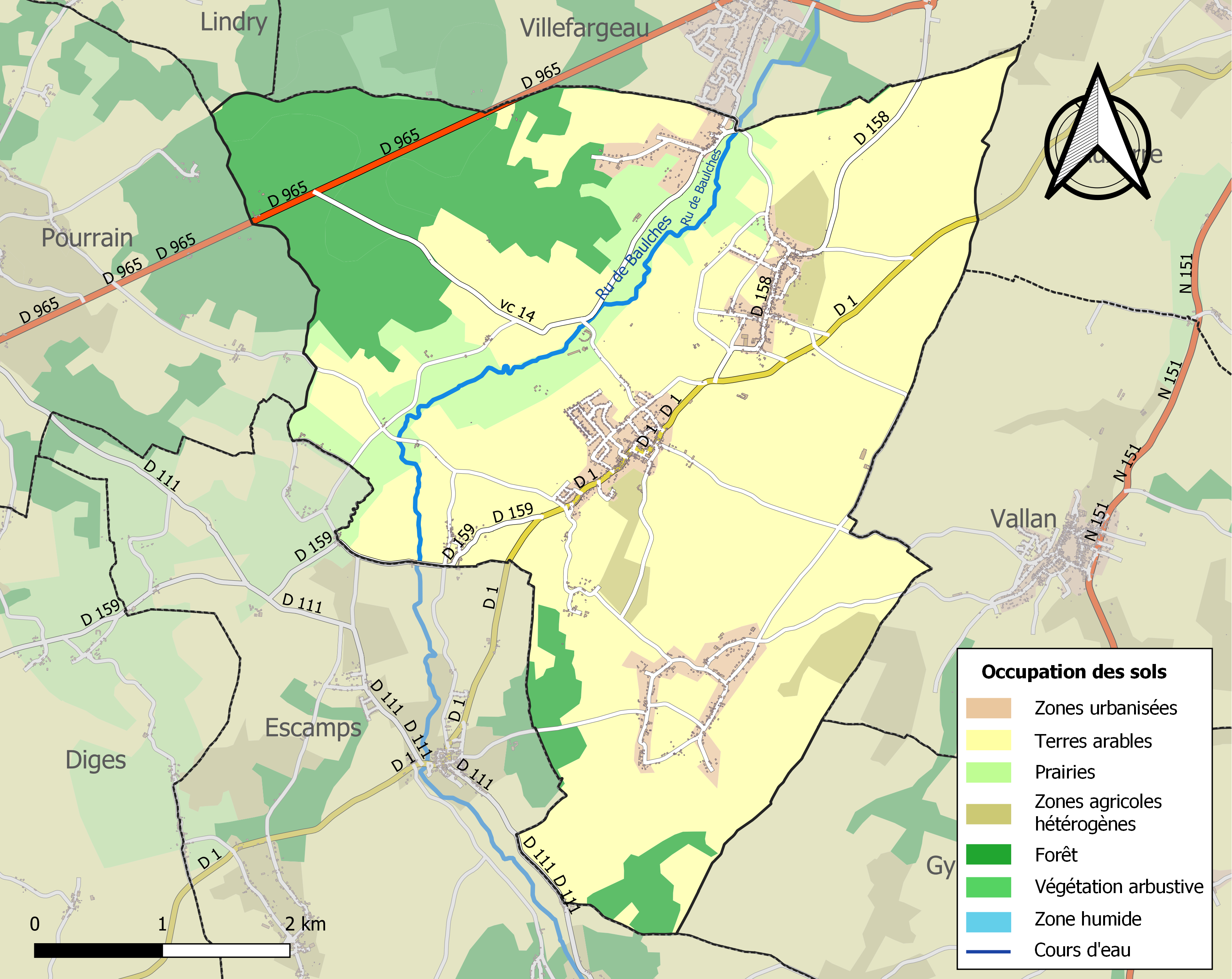
Carte des infrastructures et de l'occupation des sols de la commune en 2018 (CLC).

## Toponymie
Du bas-latin capanna, désignant une hutte et qui a donné le mot « cabane ».

## Histoire
Au Moyen Age, la paroisse est principalement connue par son château de Beauches. Il est le plus important situé au couchant d'Auxerre. Il est la propriété de la famille de Mello par don du roi Philippe-Auguste à son connétable Dreux IV de Mello, qui possède par ailleurs la seigneurie de Saint-Bris au levant d'Auxerre. Le château ira par la suite à leur descendant Jean de Brienne, comte d'Eu et connétable du royaume, condamné à mort et décapité en 1350.  L'origine de ce château est naturellement à situer dans le sillage de la fortune de la famille de Mello, arrivée de Picardie dans l'Auxerrois par mariage, peu avant 1172. Il est permis de suspecter un démembrement de la très importante seigneurie de Toucy, sous les coups du comte de Nevers (défaite de 1163), et main d'une héritière octroyée à un favori comtal.
Le fief relève du comté d'Auxerre, et donc tardivement par ce biais au duché de Bourgogne lors de la soumission de l'Auxerrois au duc (1411).
Sur le finage, le hameau de Serein abrite une famille de moindre rang, accédant néanmoins à la chevalerie : les de Serein.
Au XVIe siècle, la paroisse dispose de plusieurs châteaux (Fontaine-Madame, Ribourdin).
La commune qui n'avait pas de blason en a voté au mois de février 2015.

## Héraldique
| Blason de Chevannes | Blason  | D'azur à la salamandre couronnée d'or sur sa patience du même; au chef parti au 1er d'azur semé de fleurs de lis d'or et à la bordure componée d'argent et de gueules, au 2e bandé d'or et d'azur et à la bordure de gueules. |
| Blason de Chevannes | Détails | Le statut officiel du blason reste à déterminer. |

## Politique et administration

### Liste des maires
| Période                                  | Période                   | Identité                | Étiquette | Qualité                                                                                          |
| ---------------------------------------- | ------------------------- | ----------------------- | --------- | ------------------------------------------------------------------------------------------------ |
| Maire en 1878                            |                           | Antoine Fondreton       |           |                                                                                                  |
| Maire en 1883                            |                           | M. Favot                |           |                                                                                                  |
| Les données manquantes sont à compléter. |                           |                         |           |                                                                                                  |
| mars 1977                                | mars 1983                 | Rémy Dubues (1936-2020) | PS        | Instituteur et directeur d’école Maire de Moëlan-sur-Mer (Finistère) (1995 → 2001)               |
| Les données manquantes sont à compléter. |                           |                         |           |                                                                                                  |
| mars 2001                                | mars 2008                 | Jacques Gautheron       | PS        | Agriculteur                                                                                      |
| mars 2008                                | mars 2014,                | Robert Vinay            | SE        | Retraité                                                                                         |
| mars 2014                                | mai 2020                  | Jacques Chanard         | SE-DVD    | Retraité                                                                                         |
| mai 2020                                 | En cours (au 26 mai 2020) | Dominique Chambenoit    | DVD       | Retraité du ministère de l'Intérieur 6e vice-président de la Communauté de l'Auxerrois (2020 → ) |

## Démographie
L'évolution du nombre d'habitants est connue à travers les recensements de la population effectués dans la commune depuis 1793. Pour les communes de moins de 10 000 habitants, une enquête de recensement portant sur toute la population est réalisée tous les cinq ans, les populations de référence des années intermédiaires étant quant à elles estimées par interpolation ou extrapolation. Pour la commune, le premier recensement exhaustif entrant dans le cadre du nouveau dispositif a été réalisé en 2005.

En 2022, la commune comptait 2 145 habitants, en évolution de −1,88 % par rapport à 2016 (Yonne : −1,95 %, France hors Mayotte : +2,11 %).
| 1793  | 1800  | 1806  | 1821  | 1831  | 1836  | 1841  | 1846  | 1851  |
| ----- | ----- | ----- | ----- | ----- | ----- | ----- | ----- | ----- |
| 1 122 | 1 299 | 1 341 | 1 412 | 1 371 | 1 452 | 1 336 | 1 407 | 1 403 |

| 1856  | 1861  | 1866  | 1872  | 1876  | 1881  | 1886  | 1891  | 1896  |
| ----- | ----- | ----- | ----- | ----- | ----- | ----- | ----- | ----- |
| 1 374 | 1 393 | 1 375 | 1 396 | 1 346 | 1 361 | 1 459 | 1 361 | 1 285 |

| 1901  | 1906  | 1911  | 1921 | 1926 | 1931 | 1936 | 1946 | 1954 |
| ----- | ----- | ----- | ---- | ---- | ---- | ---- | ---- | ---- |
| 1 283 | 1 224 | 1 176 | 918  | 931  | 850  | 812  | 772  | 780  |

| 1962 | 1968 | 1975  | 1982  | 1990  | 1999  | 2005  | 2006  | 2010  |
| ---- | ---- | ----- | ----- | ----- | ----- | ----- | ----- | ----- |
| 813  | 846  | 1 143 | 1 623 | 1 901 | 1 958 | 1 973 | 2 120 | 2 314 |

| 2015  | 2020  | 2022  | - | - | - | - | - | - |
| ----- | ----- | ----- | - | - | - | - | - | - |
| 2 192 | 2 165 | 2 145 | - | - | - | - | - | - |

## Économie
- Un céramiste installé au 14 rue des Fontenelles au hameau de Serein.

## Lieux et monuments

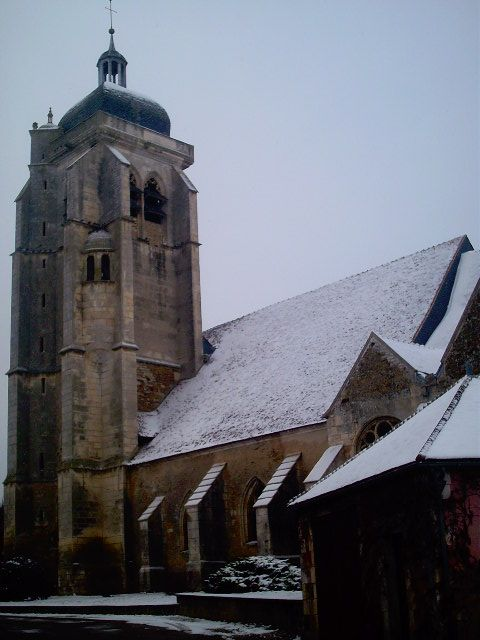
L'église Saint-Pierre et Saint-Paul de Chevannes.

- L'église Saint-Pierre-Saint-Paul du XVIe siècle.
- Le château de Ribourdin du XVIe siècle - château de plaine avec un pigeonnier de la Renaissance aménagé en chambres d'hôtes.

## Personnalités liées à la commune
- Jacques de Serein[27]. Maître de l'Ecurie du Régent (futur Charles V), il est absout pour des violences en 1360. On dit alors qu'il a servi loyalement sous les ordres du sire de Beaujeu, de Nesles, de Clermont et du comte de Poitiers frères du Roi. La même année, sous le diminutif de Jacot, il assiste à la délivrance d'une quittance délivrée par un des chevaliers anglais qui a rançonné le cité d'Auxerre. En 1364, il accompagne Philippe de Jaucourt, les sires de Longwy et de Sombernon, à Châteauneuf. La même année, il est à une revue à Châtillon-sur-Seine. En 1377, il devient maître d'hôtel de la duchesse de Bourgogne. Il décède entre 1394 et 1405. Epoux de Jehanne d'Argenteuil, qui lui apporte l'importante seigneurie d'Argenteuil en Tonnerrois. Elle vit en 1405. La famille de Serein avait déjà des liens avec le Tonnerrois en 1321.
- Katerin de Serein. Le comte de Tonnerre s'empare de son château d'Argenteuil en 1411, au moment de la guerre opposant ce comte au duc de Bourgogne. Il accompagne la duchesse à Paris en 1411. Il vit en 1432, ayant participé à de nombreux combats sur les marches de l'Auxerrois et de l'Avallonais. Epoux avant 1398  d'Isabelle du Tremblay, dame de Saint-Aventin, près de Troyes.
- Jehan de La Borde. Auteur de la famille qui possèdera la seigneurie de Serein, sur les hauteurs de Chevannes. Sa famille est certainement originaire de la région de Clamecy où elle est citée depuis 1277. Il dispose de Serein par son mariage avec Marie de Serein (fin du XVe siècle).
- Jehan de La Borde. Assassiné entre 1543 et 1546, par l'écuyer Pierre Duchemin, Guillaume et Pierre Chuyn. Epoux de Barbe Tribole. Par la suite dame de Pesteau, Misery et Merry-Sec en 1596. Son fils Jehan de La Borde, seigneur de Misery, domicilié à Coulanges-sur-Yonne, est condamné à être exécuté en effigie en 1583 à Troyes pour avoir tiré à l'arquebuse durant une course poursuite. Il est à nouveau en procès en 1585.
- Loys de La Borde. Seigneur de Bazin en 1522 ; de Serein et de Montifault en 1533. Il est nommé en 1548 par le duc de Guise pour disperser les soldats du sieur de Brissac qui ravagent Vézelay, Varzy, Cosne, Saint-Vérain et Perreuse. Il vit à Serein en 1549. Il épouse avant 1544 Isabeau de Savigny (de Coulanges-la-Vineuse).
- Jehan de La Borde, écuyer, seigneur de Serein en partie. Huguenot, il est aux ordres du prince de Condé, chef du parti protestant. Quand le prince s'empare par surprise de la cité d'Orléans et en chasse la population catholique, il est aussitôt envoyé pour tenir le flanc oriental de l'armée insurgée. En juin 1560, il entre dans Gien. Il manque de s'emparer de Cosne. Il terrorise les Clarisses de Gien dont il ne parvient à arracher la conversion que d'une seule terrorisée. Il fait de même chez les Minimes. Il massacre quinze prêtres réfugiés au château de La Bussière qui se sont rendus contre la promesse de la vie sauve. Mais on leur coupe les oreilles, les parties génitales pour les étaler sur des chasubles. Ses soldats se promènent en disant "chapelets de papistes : à cinq sols la messe de La Bussière, à cinq sols". En septembre 1566, il accompagne d'Andelot, frère de l'amiral de Coligny, venu à Auxerre durant une trêve imposée par Catherine de Médicis. Il visite avec lui les remparts de la cité, avec des officiers de justices protestants complices (Chalmeaux, Fernier, etc.). Le 28 septembre 1567, il s'empare par surprise de la ville d'Auxerre peuplée d'environ 8.000 habitants, avec François de Maraffin, seigneur d'Avigneau, et une cinquantaine d'hommes. Il pénètre par la porte d'Egleny. Il y fait régner comme à Orléans, la terreur, détruisant les églises et monastères, pillant tout ce qu'il peut. Des habitants effrayés, se tuent en sautant des murailles. Il tente vainement d'intimider son ancien professeur Hugues de Bolangiers, abbé de Saint-Pierre-en-Vallée, âgé de 90 ans, pour le convertir. La ville est très lourdement rançonnée. L'orfèvrerie, qui remplit une douzaine de chariots, part pour Crain, dans la région de Clamecy où elle est fondue par un orfèvre qui sera assassiné avec d'autres pour empêcher les témoins de parler (sauf une servante muette). Il tente alors vainement de s'emparer de Cravant. Devant l'énormité de ses crimes, le prince de Condé le destitue et le remplace par François de Maraffin, gouverneur de La Charité-sur-Loire. Il poursuit alors son service à La Rochelle et dans le Poitou, pille Maillé. Il est nommé gouverneur (protestant) de la ville de Mirebeau. Le duc d'Anjou (futur Henri III) dirige une armée commandée par le gouverneur du Poitou vers cette place. Assiégés du 12 au 61 décembre 1568, ses coreligionnaires décident de se rendre, contre son avis. Ils se rendent moyennant la vie sauve. Mais Jehan de La Borde et un de ses parents sont reconnus, et abattus sur le champ. Il a épousé Jehanne de Cullon[28].
- Loys de La Borde. Ecuyer, seigneur de La Borde, de Serein et de Mouffy. Il est condamné à mort le 4 septembre 1584. Étant mentionné comme décédé en 1586, on doit supposer qu'il a été décapité à Paris. Époux de Blanche de Fremyn décédée avant 1567, puis avant 1577 de Catherine de Lespinasse.
- Joseph Antoine Sosthènes d'Armand de Chateauvieux (1804-1885), marquis, ingénieur français spécialiste de l'industrie sucrière ; il est né à Chevannes.

## Pour approfondir